# Госкірх
Госкірх (нім. Hoßkirch) — громада в Німеччині, знаходиться в землі Баден-Вюртемберг. Підпорядковується адміністративному округу Тюбінген. Входить до складу району Равенсбург.
Площа — 15,81 км2. Населення становить 750 ос. (станом на 31 грудня 2020).